# ウォーク・ハード ロックへの階段
『ウォーク・ハード ロックへの階段』（ - かいだん、原題：Walk Hard: The Dewey Cox Story）は、2007年に公開されたアメリカ映画。監督はジェイク・カスダン、脚本は彼とジャド・アパトーが担当した。また、テンプテーションズなどが本人役でカメオ出演している。
本作は、2005年に公開されたジョニー・キャッシュの伝記映画『ウォーク・ザ・ライン/君につづく道』のパロディ映画で、架空の歌手デューイ・コックスの半生を描く。日本では、劇場未公開でDVDスルーとなった。

## ストーリー
ミュージシャンで現在71歳のデューイ・コックスは、久々のコンサートの前に自分の人生を振り返っていた。

## キャスト
| 役名                             | 俳優                       | 日本語吹替 |
| -------------------------------- | -------------------------- | ---------- |
| デューイ・コックス               | ジョン・C・ライリー        | 江原正士   |
| ダーリーン・マディソン・コックス | ジェナ・フィッシャー       | 小林沙苗   |
| サム                             | ティム・メドウス           | 多田野曜平 |
| 8歳のデューイ                    | コナー・レイバーン         | 星野亜門   |
| ネイト・コックス                 | チップ・ホーメス           | 柴井伶太   |
| コックスの父親                   | レイモンド・J・バリー      | 内田直哉   |
| コックスの母親                   | マーゴ・マーティンデイル   | 西宏子     |
| イーデス                         | クリステン・ウィグ         | 雨蘭咲木子 |
| ブルース歌手                     | デヴィッド・エドワーズ     | 山口りゅう |
| セオ                             | クリス・パーネル           | 里卓哉     |
| デイヴ                           | マット・ベッサー           | 山口りゅう |
| シュワルツバーグ                 | デヴィッド・クラムホルツ   | 里卓哉     |
| ボビー・シャド                   | クレイグ・ロビンソン       | 岡林史泰   |
| ルハイム                         | ハロルド・ライミス         | 山口りゅう |
| ステージマネージャー             | エド・ヘルムズ             | 山口りゅう |
| ゲイル                           | ジェーン・リンチ           | 西宏子     |
| ドレイデル・ルハイム             | サイモン・ヘルバーク       | 山口りゅう |
| バディ・ホリー                   | フランキー・ムニッズ       | 山口りゅう |
| エルヴィス・プレスリー           | ジャック・ホワイト         | 里卓哉     |
| ジェリー・ガルシア               | アダム・ハーシュマン       |            |
| 本人                             | テンプテーションズ         | N/A        |
| 本人                             | エディ・ヴェダー           | 里卓哉     |
| 本人                             | ジャクソン・ブラウン       | N/A        |
| 本人                             | ジュエル                   | N/A        |
| 本人                             | ゴーストフェイス・キラー   | N/A        |
| 本人                             | ライル・ラヴェット         | N/A        |
| マリファナを吸う女性             | オデット・アナブル         | 小林沙苗   |
| ネイトの幽霊                     | ジョナ・ヒル               | 山口りゅう |
| ジョン・レノン                   | ポール・ラッド             | 多田野曜平 |
| ポール・マッカートニー           | ジャック・ブラック         | 岡林史泰   |
| ジョージ・ハリスン               | ジャスティン・ロング       | 里卓哉     |
| リンゴ・スター                   | ジェイソン・シュワルツマン | 山口りゅう |
| マハリシ・マヘーシュ・ヨーギー   | ジェリー・ベッドノブ       | 宝亀克寿   |

## スタッフ
- 監督：ジェイク・カスダン
- 製作：ジャド・アパトー、ジェイク・カスダン、クレイトン・タウンゼンド
- 製作総指揮：ルイス・モートン
- 脚本：ジャド・アパトー、ジェイク・カスダン
- 撮影：ユタ・ブリースウィッツ
- 音楽：マイケル・アンドリュース
- 編集：タラ・ティムポーン、スティーヴ・ウェルチ
- 製作会社：レラティビティ・メディア、アパトー・プロダクションズ

日本語版スタッフ
- 吹替演出：久保宗一郎
- 吹替翻訳：田尾友美
- 吹替制作：東北新社